# Messerschmitt Bf 108
Messerschmitt Bf 108 Taifun var et tysk enmotoret sports- og rejsefly, som blev udviklet af Bayerische Flugzeugwerke. Bf 108 var helt igennem fremstillet af metal. Messerschmitt Bf 109 jagerflyet brugte mange af de samme designideer.

## Udformning og udvikling
Flyet fik oprindelig betegnelsen M-37 og var designet som et to-sædet sports/fornøjelsesfly til konkurrencen 4eme Challenge de Tourisme Internationale (1934).  Prototypen af M 37 fløj første gang i foråret 1934 og var udstyret med en 250 hk Hirth HM 8U omvendt-V stempelmotor, som drev en 3-bladet propel.
Selv om den blev overgået af lettere fly i konkurrencen, var M-37's præstationer af en karat, der gjorde den populær ved rekordflyvninger. En af de første større ændringer, som blev gennemført i produktionsudgaverne, var at ændre skroget, så der var plads til 4 sæder. Kort tid efter at de første produktionsmodeller begyndte at rulle af samlebåndet i Augsburg, havde adskillige Bf 108 fly sat udholdenhedsrekorder.
A-versionen kom i 1934 og blev fulgt af B-versionen i 1935. B-versionen havde en Argus As 10 omvendt V, luftkølet motor. Øgenavnet Taifun (tyfon) fik flyet af den kvindelige tyske pilot Elly Beinhorn, den anden kvinde, som fløj alene rundt om jorden.

## Operativ historie
Bf 108 blev anvendt af Luftwaffe under 2. Verdenskrig, hvor den primært blev brugt som forbindelsesfly. Det fly, som var involveret i den berømte Mechelen episode, var en Bf 108.
Produktionen af Bf 108 blev flyttet til det besatte Frankrig under 2. Verdenskrig, og produktionen fortsatte efter krigen som Nord 1000 Pingouin.
Bf 108, eller snarere Nord 1000 modeller fra efterkrigstiden, spillede rollen som Messerschmitt Bf 109 jagere i en række film, herunder Den længste dag, 633 Squadron og Von Ryan's Express.

## Versioner
M-37/Bf 108A
Oprindelig version udformet i 1934 til brug i Challenge de Tourisme.
Bf 108B
Forbedret version udformet i 1935. Et 4-sædet kabinefly med en 270 hk Argus As 10c motor.
Bf 108C
Foreslået højhastighedsversion, med en 400 hk Hirth HM 512 motor. Blev ikke bygget.
Me 208
Forbedret udgave med optrækkeligt understel. To prototyper blev bygget af SNCAN i Frankrig under krigen.
Nord 1000 Pingouin
Bf 108 bygget efter krigen af SNCAN i Frankrig. Efterfulgt af Nord 1001 og Nord 1002.

## Brugere
Bulgariens luftvåben
 Republikken Kinas luftvåben
- Nationalistkinas Luftvåben

 Armée de l'air
- Man brugte erobrede Bf 108 og efterkrigs Nord 1000 fly.

 Luftwaffe (Wehrmacht)
 Japan
 Polens luftvåben
- Man benyttede nogle få erobrede Bf 108-fly efter krigen.

 Sovjetunionens luftvåben
- Man benyttede adskillige erobrede Bf 108.

 Royal Air Force
- Man beslaglagde fire Bf 108 ved udbruddet af 2. Verdenskrig og satte dem i tjeneste, hvor de fik betegnelsen Messerschmitt Aldon. Som et let forbindelsesfly var det den hurtigste type RAF havde til rådighed på daværende tidspunkt, men de forårsagede en del forvirring ved at blive antaget for at være angribende Bf 109'ere.

 USA
- Et enkelt Bf 108B blev købt af den amerikanske luftattaché i foråret 1939 for $14.378 og fik betegnelsen XC-44. Den blev beslaglagt af den tyske regering i december 1941 (efter at være blevet skrottet i november)

 Jugoslaviens luftvåben